# Опсада Билбаија
Опсаду Билбаија су 1164. године извршили крсташи Јерусалимске краљевине под Амалриком I. Део је крсташких ратова и завршена је споразумом између крсташа и муслимана.

## Опсада
Нур ад Дин покреће поход на Египат на кога шаље једног од својих најбољих војсковођа, Ширкуа, ујака чувеног освајача Саладина. Ширку смењује египатског везира Дирхама и на његово место поставља Шавара. Шавар убрзо мења страну и позива јерусалимског краља Амалрика како би га ослободио Ширкуовог утицаја. Амалрик се одазива позиву и августа 1164. године извршава опсаду града Билбаи у којем се Ширку налазило. До праве битке није дошло јер је Нур ад Дин, желећи да помогне свом војсковођи, напао крсташке државе на северу код Харима. У бици су заробљени Жосцелин III, Ремон III од Триполија и Боемунд III од Антиохије. Амалрик се морао посветити одбрани крсташких држава па са Ширкуом склапа споразум по коме ће се обе војске повући из Египта. Тако је неуспехом завршен први Амалриков поход на Египат.